# Dexia (diptère)
Pour les articles homonymes, voir Dexia.
Genre
Dexia est un genre d'insectes diptères brachycères de la famille des tachinidés, des mouches dont les larves sont parasites d'insectes. 

## Liste des espèces
Selon Animal Diversity Web (7 mars 2018) : (à compléter)
- Dexia atripes

## Liste d'espèces rencontrées en Europe
Selon Fauna Europaea (8 mars 2023) :
- Dexia rustica (Fabricius, 1775)
- Dexia vacua (Fallen, 1817)

## Synonymie
Selon BioLib (7 mars 2018) :
- Asbellopsis Townsend, 1928
- Barydexia Townsend, 1928
- Dexilla Westwood, 1840
- Dexillina Kolomiets, 1969
- Dexillosa Kolomiets, 1969